# María Luisa Saldún de Rodríguez
María Luisa Saldún de Rodríguez (Flores, 1907 - 1966) fue una profesora y médica uruguaya.

## Trayectoria
Cursó estudios en la Facultad de Medicina de la Universidad de la República y obtuvo su título en 1932. Se especializó en pediatría social, medicina infantil, nutrición y metabolismo. En 1947 se desempeñó como profesora adjunta de pediatría y puericultura en la Facultad de Medicina, siendo la primera mujer en ocupar ese cargo. En 1957 trabajó como directora del Departamento Técnico del Instituto Panamericano del Niño. En el Ministerio de Salud Pública de Uruguay ofició de directora del Departamento de Nutrición en 1961, y es considerada una impulsora fundamental de la estructuración de ese departamento. Producto de sus investigaciones en dicha área, publicó los libros "Contribución al estudio de la diabetes en el niño", "Diabetes renal en el niño", "Nuestra experiencia en diabetes infantil durante siete años", "Protección social del niño diabético" y "Evolución de la diabetes infantil y factores que la rigen".
En varias ocasiones, entre los años 1950 y 1965 viajó al extranjero para continuar sus estudios, en algunos casos en el marco de misiones oficiales. En principio se inclinó hacia el estudio de las patologías que afectan a los niños, en particular a la "insuficiencia cardíaca aguda del lactante", para terminar especializándose en diabetes infantil.
Desde 1942 asistió a varios congresos de pediatría, tanto en Uruguay como en el extranjero. Entre los años 1958 y 1962 participó de seminarios de nutrición organizados por la FAO, OMS, OPS.
Publicó más de 300 textos en revistas nacionales y extranjeras sobre pediatría, y algunos de sus trabajos fueron reconocidos a nivel internacional.